# Nyan Cat
Nyan Cat (pronunciación en inglés: /naɪən kæt/; también conocido como Pop-Tart Cat) es el nombre de un vídeo de YouTube subido en abril de 2011, que se convirtió en un fenómeno de Internet, en referencia a un gif animado de 8 bits de un gato volando con el cuerpo de un pop-tart de cereza, dejando tras de sí una estela de arcoíris, establecido en un remix de la canción  "Nyanyanyanyanyanyanya!". El vídeo fue clasificado en el número 5 en la lista de los vídeos de YouTube más vistos en 2011. Aparte tiene un enemigo conocido como taC nayN, también conocido como Gato gofre o Waffle Cat.

## Origen

### GIF animado
El 2 de abril de 2011, el GIF animado del gato fue publicado por Christopher Torres, un joven de 25 años de edad, de Dallas, Texas, quien usa el nombre de "prguitarman", en su página web LOL-Comics con la intención de que inspire ternura. En una entrevista durante ese mismo mes, Torres explicó de dónde provino la idea de la animación, diciendo: «Hace unas semanas, estaba haciendo una campaña de donaciones para la Cruz Roja (en apoyo a Japón, que había sufrido un terremoto y un tsunami un mes antes) y, entre los dibujos, en el chat de mi transmisión en vivo, dos personas distintas mencionaron que debería dibujar un 'Pop-tart' y un 'gato'». En respuesta, Torres creó una imagen híbrida de un Pop-Tart y un gato, que unos días después fue desarrollada como un GIF animado.

### Canción
La versión original de la canción "Nyanyanyanyanyanyanya!" fue subida por el usuario "daniwell" para el sitio de videos japonés Nico Nico Douga el 25 de julio de 2010. La canción fue hecha en Vocaloid con la voz de Hatsune Miku (初音ミク?). La onomatopeya japonesa para el sonido que hacen los gatos es "nyā" (にゃ?), que es el equivalente de la palabra en idioma inglés "meow" y en español "miau".
Un usuario llamado "momomomo" ("もももも") subió a Nico Nico Douga una versión remezclada de la canción "Nyanyanyanyanyanyanya!", agregando el repetitivo sonido vocal "nyan" durante toda la canción que dura 10 horas, el 31 de enero de 2011. El sonido vocal añadido se creó con el sintetizador de canto del software Utau con la voz preestablecida, "Momone Momo" (桃音モモ). La voz de Utau preestablecida, "Momone Momo", recibe su nombre por el kanji "momo" 桃, que significa "melocotón", y "ne" 音, que significa "sonido". La fuente de voz que se utilizó para crear la voz de Momone Momo fue de Fujimoto Momoko (藤本萌々子?), una japonesa que vive en Tokio.

### Vídeo de YouTube
El usuario de YouTube "saraj00n" (cuyo verdadero nombre es Sara) combinó la animación del gato con la versión de "Momo Momo" de la canción "Nyanyanyanyanyanyanya!", y la subió a YouTube el 5 de abril de 2011, tres días después de que Torres subió su animación, dándole el título de "Nyan Cat". El vídeo se convirtió rápidamente en un éxito después de aparecer en sitios web, incluyendo G4 y CollegeHumor. Christopher Torres, dijo: "Originalmente, su nombre fue Pop Tart Cat, y voy a seguir llamándolo así, pero el Internet ha llegado a una decisión de nombrarlo Nyan Cat, y estoy feliz con esa opción, también".

## Popularidad
Nyan Cat aumentó su popularidad después de ser presentado en el blog para Tosh.0 el 15 de abril de 2011. El 18 de abril de 2011, Hoàng Huy (IPA: /hwaŋ hwi/) ayudó a popularizar Nyan Cat con su sitio web: www.nyan.cat "NON-STOP NYAN CAT!". El vídeo musical de Nyan Cat alcanzó el noveno lugar en los diez mejores vídeos virales de abril de 2011 en Business Insider, con un total de 7,2 millones de visitas. El vídeo original de YouTube ha recibido más de 88 millones de visitas hasta el 29 de noviembre de 2012. Debido a su popularidad, muchos remixes y versiones se han hecho, algunas con cientos de horas de duración. También hay ringtones, fondos de pantalla y aplicaciones creadas para sistemas operativos, incluyendo Windows 7, Nokia, iPhone, iPad, Android, HP webOS y Windows Phone 7. "Nyan Cat Adventure", de 21st Street Games, es un juego con licencia oficial.
YouTube modificó el reproductor de vídeo "seek" y el slider o barra deslizante para la página del vídeo para que el deslizador se parezca a Nyan Cat, mientras que deja un rastro de arcoíris (que es la cantidad cargada del video).
Christopher Torres criticó la página web nyan.cat, que originalmente contó con un gato de aspecto similar con la misma música de fondo. El sitio, que utiliza la extensión de dominio de genérico de internet .cat, fue descrito por Torres como "plagio". El sitio web ahora es operado por Torres, y muestra la versión auténtica del gato.

## Videojuegos
Varios fanáticos crearon juegos con el personaje de Nyan Cat después de su desarrollo como un meme/viral de internet. Uno de los primeros fue Nyan Cat: Reloaded (anteriormente Nyan Cat Game) por MeisterMariues, creado el 20 de abril de 2011. Fue desarrollado con Yoyogames Game Maker. Más tarde, varios juegos fueron creados, como Lost in Space por mylostgames, o Nyan Cat FLY por krangGAMES. Chris Torres (prguitarman) desarrolló su propio juego llamado "Nyan Cat" de iOS, y se convirtió en el primer juego oficial.

## Desmontaje temporal a causa de DMCA
El 27 de junio de 2011, el vídeo original de YouTube fue bajado de la página a raíz de una denuncia a causa de Digital Millennium Copyright Act de alguien que dijo ser prguitarman, el creador del GIF animado. Christopher Torres, de inmediato emitió un comunicado en su página web LOL-comics negando que él era la fuente de la queja, y estableció contacto con Saraj00n y daniwell, que tienen el derecho de autor del vídeo y la canción, con el fin de presentar una contrademanda a YouTube. Durante el período en el que el vídeo no estuvo disponible, Torres recibió numerosos mensajes electrónicos abusivos de las personas que erróneamente creyeron que había presentado la queja de DMCA. El 28 de junio de 2011, el vídeo fue restaurado a YouTube.